# Georg von Doppelmair
Johann Georg Gottfried von Doppelmair (auch Doppelmaier; geboren am 11. November 1753 in Hof; gestorben am 28. März 1826 in Narva) war ein deutscher Arzt, Mitglied der Gold- und Rosenkreuzer und Sammler russischer Volkslieder.

## Leben
Doppelmair war der Sohn von Johann Siegmund Doppelmair, Stadtapotheker in Hof, und von Catharina Dorothea, geb. Herdeg. Von 1764 bis 1771 besuchte er das Gymnasium in Hof, studierte anschließend Medizin in Jena und hörte in Erlangen bei Delius, Isenflamm, Schreber und Rudolph, machte ein Praktikum in Wien und promovierte am 28. Februar 1776 in Erlangen. Danach arbeitete er bis 1783 als praktischer Arzt in Schwarzenbach an der Saale. Im April 1783 schrieb er an Jean Paul, da er – eine alchemistische Position vertretend – an einer Anmerkung im zweiten Band von dessen „Grönländischen Prozessen“ Anstoß genommen hatte. Jean Paul nimmt in einem Brief an Adam Lorenz von Oerthel vom August des gleichen Jahres auf dieses Schreiben Bezug.
1783 oder 1784 wanderte Doppelmair nach Russland aus, wo er zunächst als Militärarzt, dann als Hausarzt der Familie Demidow in Moskau arbeitete. Ab 1799 war er Hofarzt und Kollegienrat und dann bis 1803 Stadtphysikus in St. Petersburg.
Von 1803 bis 1810 reiste er als Korrespondent der Kaiserlichen Universität Dorpat nach Deutschland, wo er sich in Coburg, Heidelberg, Leipzig und Mannheim aufhielt.
Von 1810 bis 1812 war er Stadtphysikus in Moskau und erlitt beim Brand von Moskau 1812 erhebliche Verluste, danach arbeitete er als Lazarettarzt im Landesinneren und zuletzt bis zu seinem Tod als praktischer Arzt in Narva.
Doppelmair war verheiratet mit Karoline Sophie, geb. von Schlammersdorf, verwitwete von Schirnding (1750? – 1823). Ob der Arzt Johann Gabriel Gottfried Doppelmair, der ebenfalls in Jena studierte und später in Petersburg praktizierte, ein jüngerer Bruder ist, bleibt unklar.

## Schriften
- De difficili in observationes anatomicas epicrisi. Commentatio 5. Dissertation Erlangen 1776.
- (anonym) Abhandlung und Bemerkungen über die vom Herrn Generalchirurgus Theden in Berlin bekannt gemachte Spiesglastinktur von einem Schüler aus der Gesellschaft wahrer und ächter Naturforscher. Amsterdam 1783.
- Russische Volkslieder für eine Singstimme mit Klavierbegleitung aus dem Russischen übersetzt und Ihrer Majestät der Kaiserin aller Reussen und grossen Frau Elisabeth Alexiewna … zu Füssen gelegt von Georg von Doppelmair. Breitkopf & Härtel, Leipzig [1804].